# 鈴木曜
鈴木曜（日语：すずき よう，1978年7月31日—）乃日本傑作株式會社（日语：グレートワークス株式会社）社長，曾為富士重工業（今速霸陸）負責網路行銷的工作。

## 生平簡歷
1978年7月31日鈴木出生於日本千葉縣，法政大學經營學部畢業後，2001年進入富士重工業（今速霸陸）工作。他在該公司國內營業本部行銷推進部宣傳課裡負責網站行銷之工作，曾參與企劃日本首部汽車置入行銷的網路動畫《放學後的昴星團》，2010年9月獲得第8屆網路創意獎。
2011年離開富士重工業，進入傑作株式會社（グレートワークス株式会社）工作，並經常在各企業間講演關於媒體策略、品牌溝通等；現職為傑作株式會社社長。

## 內部連結
- 速霸陸
- 放學後的昴星團

## 外部連結
- （日語）Great Worksグレートワークス株式会社 （页面存档备份，存于）